# (4926) Smoktunovskij
(4926) Smoktunovskij ist ein Asteroid des Hauptgürtels, der am 16. September 1982 von der russischen Astronomin Ljudmila Iwanowna Tschernych am Krim-Observatorium in Nautschnyj (IAU-Code 095) entdeckt wurde.
Der Asteroid wurde nach dem russischen Schauspieler Innokenti Michailowitsch Smoktunowski (1925–1994) benannt, der in zahlreichen Film- und Fernsehproduktionen auftrat und mehrfach ausgezeichnet wurde.